# 井上京子 (プロレスラー)
井上 京子（いのうえ きょうこ、1969年4月22日 - ）は、日本のプロレスラー。ワールド女子プロレス・ディアナ株式会社代表取締役社長。山形県南陽市出身。顔に施したペイントがトレードマークである。

## 所属
- 全日本女子プロレス（1988年 - 1997年）
- フリーランス（1997年）
- ネオ・レディース（1997年 - 2000年）
- ECW JAPAN（2000年）
- NEO女子プロレス（2000年 - 2010年）
- フリーランス（2010年）
- ワールド女子プロレス・ディアナ（2011年 - ）

## 来歴
全日本女子プロレス所属時代は、体重100Kgの巨体ながら抜群のスタミナ・スピード・テクニック・パワーを兼ね備え、更にヒールでありながら他のヒールレスラーのように凶器攻撃などのあくどいファイトを行わなかったため、男女の境無しに人気を博した。団体対抗戦時代は、全女を代表してJWP、LLPWと対戦し、神取忍ともシングルマッチを行ったが、元々対抗戦自体にそれほど興味を持っていたわけではなかった。後年の文献では、全女の選手の中でも井上京子とアジャ・コングは団体対抗戦であっても、むやみに相手潰しにかからずにプロレスを行う選手であったと評されている。次第に、自らのアイドルであり獄門党のトップで師匠でもあるブル中野越え、1年先輩であり心技体共に双璧といってよい存在であった豊田真奈美越えが、大きなテーマとなっていった。
1988年
- 10月10日、全日本女子プロレスの後楽園ホール興行での対井上貴子戦でプロレスデビュー。井上貴子とは後にタッグチームを組み、第100代WWWA世界タッグ王座を獲得する。

1990年
- 7月21日、大田区体育館では、神谷美織・吉田万里子と組み、三田英津子&下田美馬&伊藤薫と対戦。コスチュームの背中には「井上京子」の文字があった。大場所での試合としては最初期にあたる。この試合では、まだフェイスペイントをしていなかった。足四の字に固めてのジャイアントスイング、カンパーナなども見せた。
- 10月7日、後楽園ホールでアジャ・コングと組んでみなみ鈴香&北斗晶組と対戦、試合後、勝利したアジャが獄門党脱退を宣言すると、獄門党のボスであるブル中野はアジャに対して破門を宣言し「付いてくる奴だけついてこい」とマイクし控室に引き返す。この試合でパートナーを組んでいた井上京子はどちらにつくか迷った様子を見せたが、涙を見せながらブルの方に歩いていった。
- 11月14日、横浜文化体育館でのブル中野対アジャ・コングの金網デスマッチ。ブルの伝説的な金網最上段からのギロチン・ドロップの出た、女子プロレス史上の名勝負となったこの試合後、バイソン木村が仇討ちをアピール、アジャがタッグでの対戦を要求する。そこで京子はマイクを取って「中野さん、自分じゃ駄目ですか、自分じゃ？ やりましょう! やりましょう! やりましょう! やりましょう!」と連呼。ブルもそれを受け入れ、敗者髪切りタッグを宣言した。

1991年
- 1月11日、後楽園ホールでのメインイベントで、ブル中野のパートナーとしてバイソン木村&アジャ・コング組と敗者髪切りデスマッチで対戦。史上初のタッグでの髪切りマッチとなったが、ブルをアシストして勝利を収めた。
- 3月17日、後楽園ホールのメインイベントで、ブル中野のパートナーとしてバイソン木村&高橋美華組と対戦。デビュー2年半にして、メイン・イベンターとして、そしてブルのパートナーとしての成長ぶりを見せた。19分7秒、ブルのギロチン・ドロップで勝利。
- ジャパン・グランプリ'91で、1日3連勝と破竹の勢いで初優勝。一躍、スターダムにのし上がる。

1992年
- 2月9日「W☆ING」の後楽園ホール大会にて山田敏代と組み、豊田真奈美&長谷川咲恵組と対戦。次の試合に出場のディック・マードックが、「先ほどの女子プロレスは、私が見た中でも最高レベルだった」 と言って控室に戻っていた4選手を、わざわざリング上に呼び寄せ、称賛した。
- 7月5日、後楽園ホールでのジャパン・グランプリ公式戦で、吉田万里子と対戦。この試合ではルチャ・リブレをベースにした京子と吉田のレスリング・センスが発揮された、明るさ、楽しさと激しさが並び立った好試合であった。会場内で鬼ごっこをする、トペを試みた京子を避けた吉田が、リングの下を潜って反対側から姿を現す、京子が吉田の得意技である、バンザイ式モンキー・フリップを敢行、コーナーにレフェリーの村山大値と京子を追い込んで、京子にかけるつもりが京子に逃げられ、村山にバンザイ型のモンキー・フリップを敢行、すかさず京子がカウント3を入れる、といった多くの見せ場があった。試合結果は30分フルタイムの引き分け。

1993年
- 4月2日、横浜アリーナでの「夢のオールスター戦」にて団体対抗戦初出場。井上貴子と組んで、JWPのキューティー鈴木&尾崎魔弓と対戦。キューティーをジャイアントスイングで39回転するなど伸び伸びとしたプロレスを展開。最後はのど輪落としとナイアガラ・ドライバーで貴子が尾崎をフォール。
- 4月11日、大阪府立体育会館での「夢のオールスター戦第2弾」では堀田祐美子・井上貴子と組んで、JWPのキューティー鈴木&コマンド・ボリショイ&プラム麻里子組との対決。いきなりボリショイとのムーブ合戦でお互いがお互いを真似てユニークな動きを連発、観客は大歓声をあげた。試合ではボリショイに32回転のジャイアントスイングを見舞い、最後は21分28秒、エアプレーン・スピンからボリショイをフォール。
- 8月25日、日本武道館での「武道館女王列伝」では、LLPWの神取忍と初対決。かみ合わないと思われていたが、京子は神取のサブミッションを切り返し、いつもと同じ京子ワールドを展開。パワーでは神取に勝るところも見せたが、徐々に神取の無骨な荒技と関節技、絞め技に追い詰められ、大熱戦となった。最後は18分44秒、腹固めでギブアップ負けを喫した。試合後京子は、神取の印象を聞かれ「固かった・・・石みたいだった・・・」と語った。
- 10月9日、東京ベイNKホールでの「レッスル・マリンピアード'93」では、JWPのデビル雅美と対戦。新旧の実力者同士の対決となったが、デビルがペースを握り、苦戦する。ナイアガラ・ドライバーも返され、高角度パワーボムを食うなど厳しい展開となったが、最後は11分50秒、ブレーンバスターに来たデビルを、意表を突く一瞬の飛び付き式回転エビ固めで仕留め、金星を挙げた。
- 11月28日、大阪城ホールでの「大阪美神王国」では、FMWの鍋野ゆき江とシングルマッチ。FM勢唯一の参戦となったが、小兵でアンコ型のユニークな鍋野は明らかに格下であったが、不器用ながらガッツあふれるファイトを見せた。京子もしっかりそれに応え、超高速のジャイアントスイングも見せた。最後は三角跳び式ダイビング・エルボー・ドロップでフォール勝ち。試合後は鍋野の手をあげて、奮闘を称えた。

1994年
- 8月24日、日本武道館で、オールパシフィック王者として、IWA王者である豊田真奈美とダブル・タイトルマッチ。ジャパニーズ・オーシャン・サイクロン・スープレックスを返すなど、後一歩のところまで追い詰めるが、豊田も、京子の三角跳びからの雪崩式フロント・スープレックス、ナイアガラ・ドライバーをしのぎ切る。両者フィニッシュ・ホールドを出し尽くした死闘となったが、豊田がカウンターでのロープの反動を利用しての高角度回転固めで23分31秒、勝利をもぎとりシングル二冠王となり、京子は無冠となった。
- 10月9日、川崎市体育館の「レッスル・マリンピアード'94」では、井上貴子と組んでのダブル井上コンビで、山田&豊田組のWWWA世界タッグ王座に挑戦、2-1で勝利し、同王座を初戴冠。
- 11月20日、東京ドーム、憧夢超女大戦での「V☆TOP WOMAN日本選手権トーナメント」では、1回戦でダイナマイト・関西と対戦し敗戦。本来この大会ではルシア・ライカとの対戦が計画されていたが直前で流れ、同トーナメントで空いていた最後の一枠（長与千種やデビル雅美に打診していたがいずれも首を縦に振らなかったといわれている）に急遽組み込まれるということで、京子にとってはきわめて不本意なかたちでのトーナメント参加であった。

1995年
- 3月21日、大阪城ホールで開かれた「大阪美神王国SUCCESS」では、自主的に返上した第100代WWWA世界タッグ王座決定戦に、ダブル井上として参加。1回戦ではみなみ鈴香&レジー・ベネット組のパワーに苦戦、準決勝ではアジャ・コング&吉田万里子組のコンビネーションと粘りに苦戦を強いられたが、決勝では豊田真奈美&ブリザードYuki（長谷川咲恵）組をナイアガラ・ドライバーで沈め、1日3試合を勝ち抜いて、2度目の王座となった。
- 3月26日、横浜アリーナでブル中野の保持するWWF世界女子シングル選手権に挑戦。ブルをかなり追い込んだが、最後はギロチン・ドロップ2発からローリング・ギロチンという必殺フルコースの前に沈んだ。ブルは試合後、獄門党の解散を宣言したが、京子は「中野さんとのシングルで私が勝ってからにしてください!」と涙ながらに訴えた。ブルは「勝てるか? 待ってるんだぞ、ずっと! 勝てよ!」と答え、解散延期を快諾した。
- 5月7日、後楽園ホールでの王者豊田真奈美とのWWWAシングル選手権。60分ノンストップの時間切れ引き分け。女子プロレス史上に残る名試合の一つといってよい、充実した内容であった。この試合はアメリカの専門誌「レスリング・オブザーバー」選定の「年間最高試合」に選ばれた。
- 9月2日、日本武道館でブル中野とのシングル・マッチ。ブルの場外攻撃やプランチャ、エプロンから場外へのギロチン・ドロップ2連発などの猛攻で半失神状態となり、リングアウト負け寸前まで追い込まれるが、最後は20分53秒、ナイアガラ・ドライバー3連発でついにブル越えを達成。

1996年
- 3月31日、横浜アリーナで豊田真奈美の保持するWWWA世界シングル選手権に挑戦。怪我を抱えており体調は万全ではなかったが、1994年8月24日、1995年5月7日のタイトル戦同様、お互いに持ち技を出し切る熱戦となった。最後は21分29秒、豊田のジャパニーズ・オーシャン・ボムの前に沈んだ。健闘をたたえる豊田のマイクに対し「今日は完全に3カウントとられました。すっごい悔しくて、すごく憎たらしいんですけど、ほんとにほんとに憎らしいんですけど、あの、怪我直したら、そのベルト豊田さんから絶対に取りますんで、その時まで持っててください」と応じた。
- 6月22日、豊田真奈美&下田美馬組に敗れ、WWWA世界タッグ王座を奪われる。
- ジャパン・グランプリ'96では決勝に進むものの、アジャ・コングとの死闘に敗れて準優勝に終わる。
- 12月8日、両国国技館で豊田真奈美の保持するWWWA世界シングル王座に挑戦、遂に豊田を破って王座を獲得した。

1997年
- オールパシフィック選手権とIWA世界女子シングル選手権の二冠を保持していた井上貴子と、自らが持つWWWA世界シングル王座防衛戦。勝った方が全てのベルトを得るという試合に勝利し、史上初の女子三冠王者となった。
- 8月9日 慕っていた先輩アジャ・コングが全日本女子プロレスを退団することになり、最後にタッグを組み三田&下田組と最終決戦。のちに語り草となるこの試合は両者の希望で完全決着ルール、反則OKであったため消火器を発射するなど衝撃的な内容であったが勝利する（於 後楽園ホール）。
- 8月20日『武道館女王列伝brightness』大会で堀田祐美子とのWWWA世界シングル王座防衛戦の直前に全日本女子プロレスを退団することを宣言するが、防衛戦に敗れる結果となる。

1998年
- 新団体『ネオ・レディース』を旗揚げと共に同団体所属となった。
- 11月、当時話題になっていた「オカマムエタイ戦士」パリンヤー・ジャルーンポンと異種格闘技戦を行い敗戦。

2000年
- ネオ・レディースを解散する。同団体では全大会でメインに出場した。
- ネオ・レディースの後継となるNEO女子プロレスに所属し、『団体の象徴』として人気を集める。

2001年
- 3月25日、北沢タウンホール大会にて下田美馬を降しNWA女子パシフィック王座&NEO認定シングル王座を奪取。

2007年
- 3月より子宮筋腫による無期限欠場。
- 7月3日、妊娠を発表し、11月2日に男児を出産。父親の存在や姻戚関係の有無などの詳細は公表しておらず、プロフィール上の本名は変わっていない。

2008年
- 1月6日、後楽園ホールで開催された『BE HAPPY AGAIN〜アレから10周年〜』メインの「30選手参加時間差バトルロイヤル」にて「31人目」として登場。最後まで残った下田美馬を退け優勝。
- 3月2日、後楽園ホール大会で完全復帰。野崎渚と組み、さくらえみ&勇気彩組と対戦。勇気からピンフォールを奪い健在振りをアピールした。
- 5月5日、後楽園ホールで開催された『MAY HISTORY'08』で第18代NWA女子パシフィック&NEO認定シングル王者の松尾永遠に勝利し5年ぶりに同王座に返り咲く。
- 10月4日、川崎市体育館で開催された『NEO DREAM 2008〜終わらない夢を見るのもいいが新しい夢を描いてみせよ 〜井上京子デビュー20周年記念興行』では全日本女子プロレス時代の後輩で元付き人であった高橋奈苗を相手にNWA女子パシフィック王座&NEO認定シングル選手権試合を行い、敗れる。

2010年
- 5月5日、NEO女子プロレスが同年12月31日をもって解散することが発表され、その団体との考え方の違いにより自身は退団することを表明した。「当面はフリーで活動していくが、将来的には新団体を旗揚げしたい」と後日インタビューでコメントしている[3]。
- 7月29日、新団体の母体たる会社を設立。
- 11月、カンボジア遠征。終了後に手術。
- 12月26日、NEO板橋大会で最後の古巣リングに上がる。ただし手術直後のためバトルロイヤルのみ参加。
- 12月31日、NEO最終興行に来場し、団体の最後を見送った。

2011年
- 1月9日、Tommyレフェリー25周年記念イベントで本格復帰。
- 1月28日、新団体「ワールド女子プロレス・ディアナ」設立と運営会社たるワールド女子プロレス・ディアナ株式会社社長就任を発表。自身が団体の運営会社社長を務めるのは初となる。

2012年
- 4月1日、ディアナの経営権が株式会社サンに移譲され、運営会社社長を退任（団体代表へ）。
- 10月8日、ディアナベルサール六本木大会でデビュー25周年を記念して25人がけ。所属選手や縁ある関係者25人と当たり、最後に26人目として師匠・ブル中野が登場。

2013年
- 3月3日、WWWD世界シングル王座の初代王者となる。
- 12月25日、渡辺智子とのタッグでWWWD世界タッグ王座を奪取。

2014年
- 大仁田厚の許可を得て17年ぶりに女子選手参戦の電流爆破マッチを行うことを決定。対戦相手は堀田祐美子。

2016年
- 1月6日、ディアナ新宿大会を体調不良により欠場。その後精密検査の結果、長年の試合で首の状態が悪化したことが原因で頚椎ヘルニアとなったことを発表。手術は行わず欠場となる。

2022年
- 4月15日『後楽園ホール60周年還暦祭』に6人タッグマッチで出場[4]。

## 得意技
初代タイガーマスク、獣神サンダー・ライガーに憧れていたこともあり、初期にはタイガーマスクのムーブなどを見せることもあったが、ルチャに学びつつ、オリジナリティあふれるレベルの高い技を数多くマスターし、女子プロレスラーとしては豊田真奈美と並ぶ高度で華麗な技を多数持っていた。
ラリアット
ロープにもたれている相手目掛けて繰り出すラリアット。体重のある選手のためその威力は強力。このほか、向かい合った相手に小橋建太ばりにショートレンジで繰り出したり、リング対角線から、あるいは場外や花道を十数メートル、大会場では数十メートル走り込んで放つこともあった。
ナイアガラ・ドライバー
若手時代から使っている、代名詞の一つであるフィニッシュ・ホールド。腕で輪を作って観客にアピールしてから放つのが定番のムーブ。サンダーファイヤー・パワーボムのように相手を背中に担ぎ、ライガー・ボムのように前に投げ捨てフォールを奪う技。ダイナマイト関西の使うスプラッシュ・マウンテンと違い、相手を持ち上げた際の空中での溜めが非常に少ない。
ビクトリア・ドライバー
立っている相手を後ろから肩に担ぎ上げ、そのまま横に投げ落とす技。デスバレーボムに近いが相手は肩の上に仰向けに乗っているのが特徴。対豊田真奈美戦のために開発された必殺技。
ジャイアントスイング
試合では必ずといって良いほど見せる人気の高い技。対抗戦時代には、キューティー鈴木やボリショイ・キッドなど比較的軽量の他団体レスラーを、超高速ないしは30回以上も回した。ブル中野や神取忍にも見舞ったことがある。回した後、自分も目が回ったというムーブを見せた。豊田真奈美とのタッグでは、相手はジャイアントスイングとローリング・クレイドルのコンボ技を食うことになり、半端でなく目を回す羽目になった。
キョーコスペシャル
ジャイアントスイングのバリエーション技で、仰向けに寝た相手の両足をテキサスクローバーホールドと同型のクラッチで固め、振り回す。現在はほとんど使用しない幻の技となっている。なお、北尾光司が「サンダーストーム」という名称で同型の技を使用している。
ダイビング・エルボー・ドロップ（三角跳び式ダイビング・エルボー・ドロップ）
相手をボディスラムなどで倒しておいて、三角跳びの要領でコーナーポスト最上段に駆け上がり、そのまま背中から落下しエルボーを決める。
カンパーナ（釣鐘固め）
うつぶせになった相手の両足の間に立ち、両足でレッグロックをかけて足をフックした状態で、尻餅をつき、相手の両手を取って立ち上がり、てこの原理を応用して、相手を釣り鐘のように前後に揺らす、ルチャの技。全女では以前から見られた技であるが、その後は京子以外はあまり使い手が出ていない。このほか、エル・ヌド（結び目固め）というルチャのストレッチ技も、稀に見せた。
ロメロ・スペシャル（釣り天井固め）
相手の両足をロックし、両手首を掴み相手を上に持ち上げる。井上京子が使う際は、両足をロックした際に腰ふりダンスのパフォーマンスを見せ、その後で技を完成させる。ロメロのあと、相手を下ろすが足をフックしたまま、そのままスリーパー・ホールドに入ることもあった。
別バージョンとして、後ろではなく前に転がって相手を釣り上げるパターンも使用した。
ダンシングツリー
両足での変形のインディアン・デスロック。自分の両足を、うつぶせになった相手のクロスした足の中に入れてロックする。そのままの状態で踊り観客にアピールする。一時期は、豊田真奈美とタッグを組んだ際には必ず、豊田にもこの技をやるよう促していた。豊田は、最初はいやいや行っていたが、次第に進んで踊るようになった。この後、足をフックしたまま自らが仰向けになり両足を伸ばし、相手の両手をとってつり下げるストレッチ技に持って行くこともあった。
スパイダーズネスト
カンパーナの要領で両足をフックしたまま、うつ伏せの相手におおいかぶさり、片腕をとる極め技。この技で山田敏代などトップレスラーをギブアップさせたこともある。
反転式ミサイルキック
ロープに飛ばされながら、セカンドロープに飛び乗り、180度反転してドロップキックを放つのが基本形。さらに、コーナーに飛ばされながら、同様にコーナーロープに飛び乗って見舞うこともある。どちらにしても、京子の圧倒的な運動神経とバランス感覚が存分に発揮された技。
トペ・レベルサ
ロープに飛ばされながら、セカンドロープに飛び乗り、そのまま相手にエルボー・パッドを見舞う技。タッグマッチでは相手チーム2人に、両腕でエルボーを見舞う。これもまた、類い希なプロレスセンスの賜物と言える技。
三角跳び式雪崩式ヘッドシザース・ドロップ
コーナーポスト最上段から技を出そうとしている相手に対して、三角跳びの要領で飛び上がり、間髪を入れずそのままヘッドシザース・ドロップをかけてフォールに持ち込む。タイミング、スピード、パワーいずれも高度なレベルを要求される技。
三角跳び式雪崩式フロント・スープレックス
上記の三角跳び式雪崩式で、一瞬のうちに相手を抱え込んでフロント・スープレックスで投げ捨てる。これもきわめて高度な技である。
雪崩式プレーンバスターを切り返しての雪崩式アバランシュ・ホールド
相手がコーナーポスト最上段から雪崩式ブレーンバスターをかけてくるところを踏みとどまり、コーナーポスト最上段で逆に相手を抱きかかえ、そのまま落下する荒技。豊田真奈美との攻防でもよく見せた。
ファイヤーマンズキャリー
相手を担ぎ上げ、高速回転して前方に投げつける力業。時には対角線上を走り込みながら相手を放り投げるため、相手の腰に大きなダメージを与えることができた。

## 入場テーマ曲
- PANAMA（VAN HALEN）
- Ready to Fight?（「完全版全日本女子プロレステーマ曲集」に収録）
- WILD×3 KYOKO

## タイトル歴
- NWAパシフィック女子&NEO認定シングル王座
- NEO認定タッグ王座
- WWWA世界シングル王座
- WWWA世界タッグ王座
- オールパシフィック王座
- 全日本シングル王座
- IWA世界女子王座
- TWF世界女子王座
- WEWタッグ王座
- WEW6人タッグ王座
- アイアンマンヘビーメタル級王座
- WWWD世界シングル王座

プロレス大賞
- 女子プロレス大賞

## その他
新人の頃はベビーフェイス志望だったが、当時交際していた男性がいたため、全女時代の三禁（酒・煙草・男）に抵触し、その後、男性とは別れたが、ペナルティとして「ヒールになるか全女を辞めるか」を迫られ、ヒールになったと2010年7月23日放送の「やじうまプラス」にて紹介されている。
過去に2度リングネームを変えたことがある。1度目は『アダモ井上（アダモいのうえ）』で、2度目は『井上狂虎（呼び名は本名と同じく、いのうえきょうこ）』。共にブル中野率いる獄門党に加入した際、ほんの一時期使用している。ちなみに、これらのリングネームは地方興行中に改名した後、すぐ本名に戻していて、大都市でのビッグマッチ等では名乗っていないので、あまり知られていない。
ちなみに『アダモ井上』の由来は、入団当時に先輩レスラー達の前で芸を披露することになり、島崎俊郎の持ちネタであるアダモステを披露した所、非常にウケ、それ以降『アダモ』というあだ名をつけられたことによる。師匠のブル中野も愛称の『アダモちゃん』と呼んでいる。
井上京子と言えばペイントレスラーとして有名だが、1試合のみペイントの代りに覆面を被り試合を行っている。だが、覆面が気になり試合に集中できず、それ以降被っていない。なお、フェイスペイントのデザインは井上自ら考案したもので、赤い部分はチャコットのドーランを黄色の縁取り部分はポスカの蛍光イエロー(生産終了)を使用している。
2003年、プロレスリング・ノア選手会興行にて井上雅央が「負けたら井上京子に改名する。」と言って敗北。その後の試合で京子のコスチュームとメイクで本人とともに登場した。
現在はレスラー活動と並行して居酒屋「あかゆ」（元は実家が経営するラーメン屋の屋号）も経営しており、NEO時代の後輩も現役・元問わずスタッフとして手伝っている。

## テレビ出演
- ドリフ大爆笑
- ラスタとんねるず'94
- 中居正広のミになる図書館
- 秘密のケンミンSHOW
- ニノさん
- あるある議事堂
- モヤモヤさまぁ～ず2